# 8:30
8:30 è un album del gruppo Jazz fusion Weather Report, registrato dal vivo nel 1979, eccetto le tracce da 10 a 13 (corrispondenti alla quarta facciata del vinile originale), incise in studio.
Il titolo del disco fa riferimento all'orario nel quale la band era solita iniziare i concerti, le 8:30 pomeridiane.
L'album vinse nel 1980 il Grammy Award nella categoria Miglior Performance Jazz Fusion. Fu il primo album a ottenere il premio in quella categoria che verrà mantenuta fino al 1991.

## Tracce
1. Black Market (Josef Zawinul) – 9:47
2. Scarlet Woman (Alphonso Johnson/Shorter/Zawinul) – 8:42
3. Teen Town (Jaco Pastorius) – 8:01
4. A Remark You Made (Josef Zawinul) – 6:55
5. Slang (Jaco Pastorius) – 4:45
6. In a Silent Way (Josef Zawinul) – 2:47
7. Birdland (Josef Zawinul) – 7:13
8. Thanks for the Memory (Leo Robin/Ralph Rainger) – 3:33
9. Medley: Badia/Boogie Woogie Waltz (Josef Zawinul) – 9:32
10. 8:30 (Josef Zawinul) – 2:36
11. Brown Street (Zawinul/Wayne Shorter) – 8:34
12. The Orphan (Josef Zawinul) – 3:17
13. Sightseeing (Wayne Shorter) – 5:34

## Formazione
- Joe Zawinul - tastiere, sintetizzatori, Vocoder
- Wayne Shorter -  sax tenore, sax soprano
- Jaco Pastorius - basso, batteria (tracce 10,11)
- Peter Erskine - batteria
- Erich Zawinul - percussioni (traccia 11)
- The West Los Angeles Christian Academy Children's Choir - cori (traccia 12)